# Cast (Francia)
Cast è un comune francese di 1 623 abitanti situato nel dipartimento del Finistère nella regione della Bretagna.

## Società

### Evoluzione demografica
Abitanti censiti